# Chalybion fabricator
Chalybion fabricator är en biart som först beskrevs av Frederick Smith 1860.
Chalybion fabricator ingår i släktet Chalybion och familjen grävsteklar. Inga underarter finns listade i Catalogue of Life.